# Inflation législative
 (janvier 2025).
La mise en forme du texte ne suit pas les recommandations de Wikipédia : il faut le « wikifier ».
Les points d'amélioration suivants sont les cas les plus fréquents. Le détail des points à revoir est peut-être précisé sur la page de discussion.
- Les titres sont pré-formatés par le logiciel. Ils ne sont ni en capitales, ni en gras.
- Le texte ne doit pas être écrit en capitales (les noms de famille non plus), ni en gras, ni en italique, ni en « petit »…
- Le gras n'est utilisé que pour surligner le titre de l'article dans l'introduction, une seule fois.
- L'italique est rarement utilisé : mots en langue étrangère, titres d'œuvres, noms de bateaux, etc.
- Les citations ne sont pas en italique mais en corps de texte normal. Elles sont entourées par des guillemets français : « et ».
- Les listes à puces sont à éviter, des paragraphes rédigés étant largement préférés. Les tableaux sont à réserver à la présentation de données structurées (résultats, etc.).
- Les appels de note de bas de page (petits chiffres en exposant, introduits par l'outil «  Source ») sont à placer entre la fin de phrase et le point final[comme ça].
- Les liens internes (vers d'autres articles de Wikipédia) sont à choisir avec parcimonie. Créez des liens vers des articles approfondissant le sujet. Les termes génériques sans rapport avec le sujet sont à éviter, ainsi que les répétitions de liens vers un même terme.
- Les liens externes sont à placer uniquement dans une section « Liens externes », à la fin de l'article. Ces liens sont à choisir avec parcimonie suivant les règles définies. Si un lien sert de source à l'article, son insertion dans le texte est à faire par les notes de bas de page.
- La présentation des références doit suivre les conventions bibliographiques. Il est recommandé d'utiliser les modèles {{Ouvrage}}, {{Chapitre}}, {{Article}}, {{Lien web}} et/ou {{Bibliographie}}. Le mode d'édition visuel peut mettre en forme automatiquement les références.
- Insérer une infobox (cadre d'informations à droite) n'est pas obligatoire pour parachever la mise en page.

Pour une aide détaillée, merci de consulter Aide:Wikification.
Si vous pensez que ces points ont été résolus, vous pouvez retirer ce bandeau et améliorer la mise en forme d'un autre article.
L'inflation législative est la croissance du nombre et de la longueur des lois et, plus généralement, du droit. On parle aussi, plus largement, d'inflation normative (ce qui permet d'englober clairement les textes réglementaires comme les décrets, bien plus nombreux que les lois).
Cette situation pose un problème pour la compréhension du droit et la sécurité juridique.

## Manifestation

### France
L'inflation législative se caractérise en premier lieu par un accroissement du nombre de lois votées. Celui-ci, après être resté relativement stable entre 1997 et 2007 (45 lois votées au cours de l'année parlementaire 2005-2006 contre 46 en 1997-1998, hors lois autorisant l'approbation ou la ratification des conventions et traités), a fortement augmenté ensuite : 89 lois ont été débattues lors de la session 2008-2009 (75 entre octobre et juin, puis 14 lors de la session extraordinaire en juillet). Cela entraîne un agenda parlementaire chargé et un recours aux sessions parlementaires estivales, appelées extraordinaires car elles ont lieu en dehors de la période appelée «ordinaire» par l’article 29 de la Constitution (octobre à juin).
L'inflation législative est également représentée par un allongement des textes de loi, qui dépassent désormais souvent les 100 pages,. Cela implique une plus longue durée de débats et de votes pour l'assemblée.
Cette inflation se manifeste dans la longueur moyenne du Journal officiel : celle-ci est ainsi passée de 15 000 pages par an dans les années 1980 à 23 000 pages annuelles ces dernières années, tandis que le Recueil des lois de l’Assemblée nationale passait de 433 pages en 1973 à 2 400 pages en 2003 et 3 721 pages en 2004.
En 1991, dans son Rapport public, le Conseil d'État déplore la « logorrhée législative et réglementaire » et l'instabilité « incessante et parfois sans cause » des normes. Récemment, la critique de l'inflation législative a trouvé un écho médiatique particulier, à la suite notamment des critiques du vice-président du Conseil d'État Renaud Denoix de Saint-Marc, du président du Conseil constitutionnel Pierre Mazeaud ou du président de l'Assemblée nationale Jean-Louis Debré. La prolifération des lois a de nouveau fait l'objet, en 2006, des critiques du Conseil d'État, qui y voit un facteur d'« insécurité juridique ». En janvier 2008, le journal Les Échos écrivait à propos du droit social français qu'il était caractérisé par « [des] termes abscons, [un] contenu flou [et une] mise en œuvre difficile ». Philippe Masson, responsable droits et libertés de la CGT ajoutait : « Même s'il est inévitable que les règles se complexifient, il est clair qu'on est arrivé à un niveau d'obscurité trop élevé ». En mai 2018, le Conseil d’État publie une étude sur la mesure de l'inflation normative en France.
Un Conseiller d'Etat, Christophe Eoche-Duval, a établi dans une étude de doctrine instituée:  « Un « mal français » : son « é-norme » production juridique ? » (in Revue du Droit public, n°2/2022) que la notion de "normes" n'a plus de sens, étant incalculable au surplus, et qu'il convient de raisonner désormais en volume de "mots Légifrance", concept qu'il définit comme le nombre de "mots" consolidés comptabilisés chaque année au 25 janvier par un programme informatique du Secrétariat général du Gouvernement, à partir des textes publiés sur le site Légifrance de nature législative (hors lois de l'article 53 de la Constitution) et des décrets réglementaires. Il parvient au volume de 45.279.141 mots pour le droit français en vigueur, soit une progression de + 98,72%  au 25 janvier 2023 depuis le premier décompte automatisé du 25 janvier 2002. Ses autres publications pour soutenir cette thèse sont : « Plutôt que de perpétuer l’inflation des normes, la France gagnerait à mieux appliquer les lois existantes », in Le Monde, 5 août 2022, ou encore: "Avec 45,3 millions de mots, quel pari de "sobriété normative" ?" in La Semaine juridique, Ed G, 2023, Lexisnexis.

### États-Unis
Plusieurs personnalités aux États-Unis dénoncent que les lois et statuts du gouvernement fédéral et des États fédérés ont augmenté de volume de façon considérable depuis le XXe siècle, jusqu'à constater qu'un américain moyen peut commettre quotidiennement plusieurs crimes fédéraux qu'il ignore,,. Dans La Liberté du choix publié en 1980, Milton Friedman indique que le Registre fédéral créé pour regrouper toutes les lois et règlementations faisait 2 599 pages en 1936, 10 528 en 1956, 16 850 en 1966 et 36 487 en 1978.

## Causes
L'inflation législative est commentée depuis plusieurs siècles. Benjamin Constant, dans ses Principes de politique (1815), souligne que « la multiplicité des lois flatte dans les législateurs deux penchants naturels, le besoin d'agir et le plaisir de se croire nécessaire ».
Dans son Rapport 2006, le Conseil d'État explique l'inflation législative - et, plus généralement, normative - tant par des causes « objectives et, dans une certaine mesure au moins, légitimes », que par des facteurs « pathogènes ». Son rapport 2007 évoque deux autres facteurs moins importants.

### Les causes «objectives»

#### La multiplication des sources du droit
La multiplication des sources du droit, tant externes - Union européenne (510 directives adoptées entre 2000 et 2004 inclus), Conseil de l'Europe, accords internationaux - qu'internes - autorités administratives indépendantes, collectivités territoriales - est l'un des facteurs expliquant la prolifération normative.
Une partie de l'activité législative provient ainsi de la nécessité de transposer en droit interne les directives de l'Union européenne. Sur la période 2011-2013, elle a été à l'origine de 22 % des mesures législatives, selon le Secrétariat général des affaires européennes. Selon un rapport de l'Assemblée nationale, la surtransposition des directives (autrement dit, l'adoption de mesures qui ne sont pas nécessaires à la transposition des directives) est également une des causes de l'inflation normative.
Les lois autorisant, en vertu de l'article 53 de la Constitution, la ratification ou l'approbation de traités ou d'accords, représentent aussi une forte proportion de la législation : durant la XVème législature, 105 des 354 lois adoptées autorisent la ratification ou l'approbation de traités ou d'accords.

#### De nouveaux domaines
Le droit doit aussi s'adapter constamment à l'émergence de nouveaux domaines et à l'apparition de contraintes nouvelles.
En matière économique, de nombreux aspects du droit des affaires font ainsi l'objet d'adaptations à un environnement mondialisé. La libéralisation de nouveaux secteurs (transports, télécommunications, énergie, etc.) requiert l'instauration de règles nouvelles.
Dans le domaine scientifique, le développement des biotechnologies rend nécessaire la révision régulière des lois sur la bioéthique. L'essor des technologies de l'information et de la communication a notamment suscité la mise en place d'un cadre juridique adapté au développement de l'économie numérique et une nouvelle approche de la propriété intellectuelle. La nécessité de la sauvegarde de l'environnement et du développement durable entraîne aussi l'intervention fréquente du législateur.

### Les facteurs «pathogènes»
« Pour frapper l’opinion ou répondre aux sollicitations des différents groupes sociaux, l’action politique a pris la forme d’une gesticulation législative » déplorait Renaud Denoix de Saint-Marc en 2001.
Le fait que l'action politique soit prioritairement orientée en fonction de la communication médiatique a été maintes fois dénoncé. Selon la formule du constitutionnaliste Guy Carcassonne, « tout sujet d’un “vingt heures” est virtuellement une loi ». Il ajoute qu'« il faut mais il suffit, qu’il soit suffisamment excitant, qu’il s’agisse d’exciter la compassion, la passion, ou l’indignation, pour qu’instantanément se mette à l’œuvre un processus, tantôt dans les rangs gouvernementaux, tantôt dans les rangs parlementaires, qui va immanquablement aboutir au dépôt d’un projet ou d’une proposition. » C'est ainsi par exemple qu'à la rentrée 2007, à la suite de plusieurs accidents, parfois mortels, impliquant des chiens, cinq propositions de loi sur les chiens dangereux ont été déposées à l'Assemblée nationale et une au Sénat, avant que le Gouvernement ne dépose à son tour un projet de loi.

### Les facteurs endogènes
Il s'agit là de facteurs internes à la machine administrative et ministérielle, des facteurs relevant du mécanisme de facto de conception des textes officiels.
Le rapport 2007 du Conseil d’État  évoque deux autres origines de l’inflation normative :
- des « dispositions dont l’utilité et la pertinence sont douteuses »
- « la tendance de l’administration à prendre des textes d’un niveau supérieur à celui qui résulte de la hiérarchie des normes ».

Pour aller plus loin : le billet du professeur Rolin, répondant au Conseil d'État : Le rapport 2006 du Conseil d'État "sécurité juridique et complexité du droit" : quelques observations impertinentes.

## Conséquences
Un calendrier parlementaire trop chargé a de nombreuses conséquences : des lois mal finalisées, qui se chevauchent voire se contredisent avec d'autres textes existants ; des décrets d'application qui ne sont pas publiés ou uniquement en partie, soit par oubli, soit parce que l'appareil juridique ne suit pas le rythme. Sans ces décrets, la loi votée ne peut être appliquée et n'est donc d'aucune utilité.

## Mesures prises
Partant du constat que le code du travail « était devenu un outil difficile d'accès et peu lisible », le ministère du travail français a lancé en 2005 une révision du code, à droit constant. Il a été légèrement réduit (1,52 million de caractères contre 1,69 million auparavant) et découpé en plus petits articles.
Les services du Premier ministre ont publié, sur Legifrance, des statistiques du volume des textes officiels depuis 1978. Cela fait partie d'une tentative plus globale du Secrétariat Général du Gouvernement de pousser les ministères à améliorer la qualité des textes.
Le 29 janvier 2015, constatant qu'« en multipliant les lois, on leur enlève évidemment leur solennité et donc leur efficacité », le sénateur de l'Aveyron Alain Marc propose de créer une commission d'enquête relative à l'inflation législative en France, « sur ses causes et sur les réponses qui peuvent y être apportées ».
Pour aller plus loin sur les tentatives de remédier à l'inflation normative, voir le point de vue d'un juriste veilleur : L’"insécurité législative" : causes, effets et parades.